# República Popular China en los Juegos Paralímpicos de Pekín 2022
La República Popular China estuvo representada en los Juegos Paralímpicos de Pekín 2022 por un total de 96 deportistas, 68 hombres y 28 mujeres.

## Medallistas
El equipo paralímpico chino obtuvo las siguientes medallas:
| Nombre | Deporte                    | Evento                                       |
| --- | -------------------------- | -------------------------------------------- |
| Oro |                            |                                              |
| Guo Yujie | Biatlón                    | 6 km de pie femenino                         |
| Liu Mengtao | Biatlón                    | 10 km sentado masculino                      |
| Liu Zixu | Biatlón                    | 6 km sentado masculino                       |
| Liu Mengtao | Biatlón                    | 12,5 km sentado masculino                    |
| Chen Jianxin Wang Haitao Sun Yulong Yan Zhuo Zhang Mingliang | Curling en silla de ruedas | Torneo mixto                                 |
| Zhang Mengqiu | Esquí alpino               | Eslalon gigante de pie femenino              |
| Zhang Mengqiu | Esquí alpino               | Supergigante de pie femenino                 |
| Liang Jingyi | Esquí alpino               | Supergigante de pie masculino                |
| Yang Hongqiong | Esquí de fondo             | 1,5 km velocidad sentado femenino            |
| Yang Hongqiong | Esquí de fondo             | 7,5 km sentado femenino                      |
| Yang Hongqiong | Esquí de fondo             | 15 km sentado femenino                       |
| Zheng Peng | Esquí de fondo             | 1,5 km velocidad sentado masculino           |
| Zheng Peng | Esquí de fondo             | 18 km sentado masculino                      |
| Wang Chenyang | Esquí de fondo             | 12,5 km de pie masculino                     |
| Mao Zhongwu | Esquí de fondo             | 10 km sentado masculino                      |
| Ji Lijia | Snowboard                  | Campo a través SB-LL2 masculino              |
| Sun Qi | Snowboard                  | Eslalon SB-LL2 masculino                     |
| Wu Zhongwei | Snowboard                  | Eslalon SB-LL1 masculino                     |
| Plata |                            |                                              |
| Shan Yilin | Biatlón                    | 6 km sentado femenino                        |
| Zhao Zhiqing | Biatlón                    | 12,5 km de pie masculino                     |
| Zhu Daqing | Esquí alpino               | Descenso discapacidad visual femenino        |
| Zhu Daqing | Esquí alpino               | Eslalon gigante discapacidad visual femenino |
| Zhu Daqing | Esquí alpino               | Supercombinada discapacidad visual femenino  |
| Zhang Mengqiu | Esquí alpino               | Descenso de pie femenino                     |
| Zhang Mengqiu | Esquí alpino               | Eslalon de pie femenino                      |
| Zhang Mengqiu | Esquí alpino               | Supercombinada de pie femenino               |
| Zhang Wenjing | Esquí alpino               | Eslalon sentado femenino                     |
| Liu Sitong | Esquí alpino               | Eslalon gigante sentado femenino             |
| Liang Jingyi | Esquí alpino               | Eslalon de pie masculino                     |
| Wang Yue | Esquí de fondo             | 10 km discapacidad visual femenino           |
| Mao Zhongwu | Esquí de fondo             | 1,5 km velocidad sentado masculino           |
| Mao Zhongwu | Esquí de fondo             | 18 km sentado masculino                      |
| Zheng Peng | Esquí de fondo             | 10 km sentado masculino                      |
| Cai Jiayun | Esquí de fondo             | 20 km de pie masculino                       |
| Wang Chenyang Shan Yilin Zheng Peng Cai Jiayun | Esquí de fondo             | 4 × 2,5 km mixto                             |
| Geng Yanhong | Snowboard                  | Eslalon SB-LL2 femenino                      |
| Ji Lijia | Snowboard                  | Eslalon SB-LL2 masculino                     |
| Wang Pengyao | Snowboard                  | Campo a través SB-UL masculino               |
| Bronce |                            |                                              |
| Wang Yue | Biatlón                    | 10 km discapacidad visual femenino           |
| Shan Yilin | Biatlón                    | 12,5 km sentado femenino                     |
| Zhao Zhiqing | Biatlón                    | 6 km de pie masculino                        |
| Liu Mengtao | Biatlón                    | 6 km sentado masculino                       |
| Liu Zixu | Biatlón                    | 12,5 km sentado masculino                    |
| Yu Shuang | Biatlón                    | 12,5 km discapacidad visual masculino        |
| Liu Sitong | Esquí alpino               | Descenso sentado femenino                    |
| Liu Sitong | Esquí alpino               | Eslalon sentado femenino                     |
| Liu Sitong | Esquí alpino               | Supercombinada sentado femenino              |
| Zhang Wenjing | Esquí alpino               | Eslalon gigante sentado femenino             |
| Zhang Wenjing | Esquí alpino               | Supergigante sentado femenino                |
| Zhu Daqing | Esquí alpino               | Supergigante discapacidad visual femenino    |
| Liang Zilu | Esquí alpino               | Eslalon gigante sentado masculino            |
| Li Panpan | Esquí de fondo             | 1,5 km velocidad sentado femenino            |
| Li Panpan | Esquí de fondo             | 15 km sentado femenino                       |
| Ma Jing | Esquí de fondo             | 7,5 km sentado femenino                      |
| Cai Jiayun | Esquí de fondo             | 12,5 km de pie masculino                     |
| Qiu Mingyang | Esquí de fondo             | 20 km de pie masculino                       |
| Bai Xuesong Cui Yutao Hu Guangjian Ji Yanzhao Li Hongguan Lyu Zhi Shen Yifeng Song Xiaodong Tian Jintao Wang Jujiang Wang Wei Wang Zhidong Xu Jinqiang Yu Jing Zhang Zheng Zhu Zhanfu | Hockey sobre hielo         | Torneo mixto                                 |
| Li Tiantian | Snowboard                  | Eslalon SB-LL2 femenino                      |
| Zhu Yonggang | Snowboard                  | Eslalon SB-UL masculino                      |
| Zhu Yonggang | Snowboard                  | Campo a través SB-UL masculino               |
| Wu Zhongwei | Snowboard                  | Campo a través SB-LL1 masculino              |